# Acanthemblemaria macrospilus
Acanthemblemaria macrospilus är en fiskart som beskrevs av Brock, 1940. Acanthemblemaria macrospilus ingår i släktet Acanthemblemaria och familjen Chaenopsidae. IUCN kategoriserar arten globalt som livskraftig. Inga underarter finns listade i Catalogue of Life.